# Ceratinopsis disparata
Ceratinopsis disparata är en spindelart som först beskrevs av Charles Denton Dondale 1959.  Ceratinopsis disparata ingår i släktet Ceratinopsis och familjen täckvävarspindlar. Inga underarter finns listade i Catalogue of Life.